# Millán Ludeña
Millán Ludeña, es un deportista extremo ecuatoriano que corre maratones extremas y fue protagonista de la película documental From core to Sun, donde registra un récord Guinness.